# Monasterio de la Trinidad (Chernígov)
El Monasterio de la Trinidad (en ucraniano: Троїцько-Іллінський монастир, romanización Troits’ko-Illins’kyi monastyr) es un monasterio ortodoxo histórico ubicado en la ciudad de Chernígov, al noreste de Ucrania.
Fue fundada inicialmente por San Antonio de Pechersk en el siglo XI, pero fue destruida en 1239 durante la invasión mongola.
El monasterio fue reconstruido por el famoso arquitecto ucraniano Lázar Baranóvych en 1649. En la vecina ciudad de Nóvgorod-Síverski, Baránovych fundó una imprenta, que eran raras por aquel entonces. Posteriormente trasladó la imprenta al Monasterio de la Trinidad. La prensa adyacente del monasterio era famosa por su producción de grabados, y su biblioteca, que albergaba más de 11.000 libros.
La atracción principal del monasterio es la Catedral de la Trinidad, que fue construida en 1679 en el proyecto del arquitecto Ioann Baptist. La catedral es coronada con siete cúpulas.